# Симфония № 6 (Мясковский)
Симфония № 6 es-moll, ор. 23 — сочинение в 4-х частях русского композитора Николая Мясковского для симфонического оркестра тройного состава. Первая редакция симфонии сочинялась в 1921—1923 годах с хором в финале. В завершённой в 1947 году в основном оркестровой второй редакции сочинения финальный хор является необязательным. Первое исполнение состоялось 4 мая 1924 года в Большом театре (Москва) под управлением Н. С. Голованова. Это самая большая по длительности и самая амбициозная из 27 симфоний композитора, с поистине малерианским масштабом и хором в финале. Шестую симфонию Мясковского как и его Двадцать первую и Двадцать седьмую относят к шедеврам композитора. О сочинении отзываются как об одной из самых значительных русских симфоний, сравнивая её с «Патетической симфонией» Чайковского и Четвертой Шостаковича. Над инструментовкой сочинения Мясковский работал в Клину, где Чайковский создавал Шестую симфонию. Произведение сыграло значительную роль в становлении советского симфонизма.

## История написания
И. А. Урюпин писал: «Шестая симфония по праву называется многими историками, дирижерами, музыковедами вершинным сочинением композитора». Музыковеды едины во мнении, что Шестая симфония представляет собой многоплановое, композиционно сложное, самое продолжительное и самое монументальное произведение Мясковского. Её масштабная концепция связана с художественным осмыслением бурных событий Октябрьской революции, но название «Революционная» не является программным и авторским, имея большее распространение за рубежом.
Симфония сочинялась в 1921—1923 годах, хотя замысел произведения возник ранее. По воспоминаниям Е. В. Копосовой-Держановской, после переезда из Петрограда в Москву осенью 1918 года Мясковский первое время жил у Держановских. В холодную и голодную зиму 1919 года композитор музицировал по выходным дням в квартире Держановских, когда «Лопатинский, долго живший в Париже, рассказывая однажды о жизни рабочих парижских предместий, их песнях и плясках, напел „Çа ira“ и „Карманьолу“ так, как по его словам, поют рабочие. Мелодия эта запала Н. Я. в память. Под влиянием яркого рассказа и пения у него возникло желание выразить эти впечатления в музыке. Так зародился замысел 6-й симфонии. Между прочим, Н. Я. потом искал и нигде не нашел этих мелодий в такой записи». Именно эти песни нашли отражение в финале симфонии. Также композитор находился под влиянием стихотворной драмы бельгийского поэта Эмиля Верхарна «Зори» (Les Aubes), где описана смерть революционного героя и его похороны. Грегор Тесси (Gregor Tassie), автор первой объёмной зарубежной монографии о Мясковском, писал, что Мясковский впервые прочёл пьесу 20 годами ранее. В то время друзья советовали ему сочинить на основе пьесы оперу, но композитор не последовал совету. Только в 1921 году он вернулся к драме, пытаясь найти в ней вдохновение для создания новой симфонии. Грегор Тесси цитировал оценку драмы Верхарна из предисловия к её изданию: «Пророческая пьеса описывает грандиозную трагедию современного Армагеддона».
Известно, что отец Мясковского не поддержал его решение служить новой власти и попытался выехать на Украину, где погиб в самом начале Гражданской войны. Тот факт, что красные фактически убили отца, сильно угнетал композитора. Музыковеды советского времени (Т. Н. Ливанова, А. А. Иконников, И. Ф. Кунин) не касались обстоятельств смерти Якова Константиновича Мясковского, ограничиваясь констатацией факта его трагической гибели в 1918 году. З. К. Гулинская вовсе не упоминает о смерти отца композитора. В некоторых источниках указания на то, что Я. К. Мясковский был убит а) солдатом, б) матросом, в) красными не имеют ссылок на какие-либо документы. Согласно В. М. Келле, впервые об этом страшном факте рассказала О. П. Ламм в 1992 году, передавая слова П. А. Ламма — отца композитора растерзала толпа, когда он появился в деревне в генеральской шинели.
Михаил Сегельман в буклете к выпуску CD Шестой симфонии под управлением Кирилла Кондрашина писал: «На самом деле симфония — реквием, вопль души по отцу, генералу Якову Мясковскому, застреленному революционным солдатом в 1918 году, на глазах у сына». Джеффри Дэвис (Jeffrey Davis) и Игорь Вишневецкий повторили версию Михаила Сегельмана. Грегор Тесси писал, что в 1918 году его отец был случайно застрелен красноармейцем на железнодорожной станции на Украине. В том же 1918 году умер от тифа близкий друг композитора Александр Михайлович Ревидцев, полковой врач и однополчанин в Первую мировую войну, а в 1921 году ушла из жизни тётя Е. К. Мясковская. 30 декабря 1921 года Мясковский записал в дневнике: «Умерла 25/XI тётя (Еликонида Константиновна Мясковская)… Приехал в Петроград после смерти… В ледяной квартире ночью пришли на мысль образы средних частей VI симфонии».
Резкая, решительная нисходящая тема, с которой начинается симфония, видимо, возникла в сознании композитора на массовом митинге, где он услышал слова советского прокурора Крыленко, заключившего свое выступление призывом «Смерть, смерть врагам революции!». Таким образом, в Шестой симфонии Мясковский воплотил революционные события в России, отразил неизбежность жертв и своё отношение к ним, в частности, ввиду трагических утрат родных и близких.
Из дневниковой записи композитора от 17 октября 1921 года следует, что работа над Шестой симфонией началась в апреле того же года. Эскизы сочинения были окончены в августе 1922 года, а оркестровка была завершена 3 июля 1923 года. По данным З. К. Гулинской, в 1922 году директор клинского дома-музея П. И. Чайковского пригласил Н. Я. Мясковского, П. А. Ламма с семьёй, А. Ф. Гедике и В. М. Беляева провести лето в Клину. Именно там Мясковский приступил к инструментовке Шестой симфонии, и, как писала Гулинская, некоторые исследователи даже склонны считать, что пребывание в Клину сказалось на этом сочинении композитора. Вероятнее всего, источником этих данных были воспоминания О. П. Ламм, скептически относившейся к любителям усматривать «сходство» или влияние знаменитой 6-й симфония Чайковского на характер 6-й симфонии Мясковского. В отличие от Ламм, Тесси отнёс события в Клину к 1923 году.
Оконченная в 1923 году первая редакция сочинения исполнялась с хором в финале. Вторая редакция была выполнена композитором в 1947 году, в ней финальный хор с религиозным текстом является необязательным, что следует из примечания автора: «Ad libitum». Партитура 1-й редакции сочинения была опубликована в 1926 году Универсальным издательством (Universal Edition), 2-я редакция симфонии издана в 1948 году Музгизом и там же повторно в 1953 году. Переложение для фортепиано в 4 руки сделано Д. Б. Кабалевским (Музгиз, 1934), для 2-х фортепиано в 8 рук — П. А. Ламмом.

## Состав оркестра
Оркестр включает 3 флейты (третью нередко заменяет пикколо), 3 гобоя, английский рожок, 2 кларнета, бас-кларнет, 3 фагота, контрафагот, 6 валторн, 3 трубы, 3 тромбона, туба, литавры, тарелки,  большой барабан, малый барабан, там-там, челеста, арфа, струнные и смешанный хор низких голосов (только альты и басы, без сопрано и теноров).

## Структура
Шестая симфония Мясковского состоит из четырех частей:
- I. Poco largamente. Allegro feroce
- II. Presto tenebroso
- III. Andante appassionato
- IV. Molto vivace

## Анализ

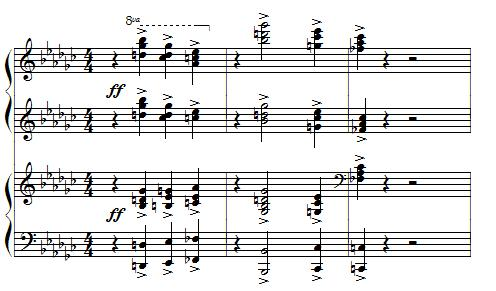
Тема вступления первой части Шестой симфонии Мясковского в переложении для фортепиано

Первая часть Poco largamente. Allegro feroce включает большую и турбулентную сонату и Allegro. Во второй части скерцо создано на основе впечатлений от смерти тёти композитора, заменившей ему и сёстрам рано умершую мать, и, по-видимому, как писал А. А. Иконников, изображает «ночной вой ветра в печах, словно справлявшего тризну по умершей». Кроме этого вой ветра и вьюги в скерцо напоминал Иконникову строки из поэмы Блока «Двенадцать».
В трио Andante moderato использована тема средневекового песнопения Dies Irae. Медленная третья часть создана в романтическом духе. В. А. Васина-Гросман писала: «Основная тема третьей части — один из самых пленительных лирических образов в русской симфонической музыке».
Четвёртая часть представлена фрагментарным финалом Allegro vivace – Più sostenuto – Andante molto espressivo, начинающимся с ярко-бемоль-мажорной фантазии на тему французских революционных песен «Все вперёд» (Çа ira) и «Карманьолы», затем музыка плавно переходит в темно-минорную тему Dies Irae, после которой Мясковский вводит архаический заупокойный раскольничий стих «О расставании души с телом», который звучит в исполнении хора низких голосов: 
Что мы видели?
Диву дивную,
Диву дивную
Телу мёртвую.
Как душа-то с телом
Расставалася,
Расставалася
Да прощалася.
Как тебе-то, душа,
На суд Божий идить
А тебе-то, тело,
Во сыру мать землю.

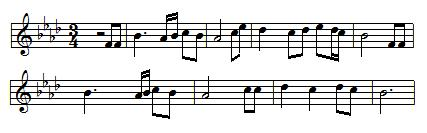
Тема песни «О расставании души с телом» из финала Шестой симфонии Мясковского

Хор достигает почти воплей, которые акцентируют основной посыл гимна. В коде музыка возвращается к основной теме третьей части которая завершается в мирном эпилоге. Согласно Д. В. Житомирскому, трагические образы среднего эпизода скерцо и песня о смерти финала связаны с традицией Мусоргского.

## Восприятие и оценки
Премьера Шестой симфонии Н. Я. Мясковского была встречена большим успехом, после чего В. М. Беляев писал В. А. Успенскому:

«…Вчера исполнялась в первый раз Шестая симфония Мясковского, и мы ходили на репетицию. Симфония имела потрясающий успех. В течение почти четверти часа публика понапрасну вызывала скрывшегося автора, но все-таки добилась своего, и автор появился. Его вызывали раз семь и поднесли ему большой лавровый венок.
Некоторые видные музыканты плакали, а некоторые говорили, что после Шестой симфонии Чайковского это первая симфония, которая достойна этого названия…»— Из письма В. М. Беляева к В. А. Успенскому от 5 мая 1924 года.
Согласно И. Ф. Кунину, «Шестая симфония Мясковского вслед за Пятой и раньше многих других советских симфоний получила признание за рубежом». После пражской премьеры Зденек Неедлы писал в газете «Руде право»:

«Наконец пришла к нам подлинная музыка сегодняшнего русского дня. Музыка, выросшая из русской революции. В Мясковском увлекает чрезвычайная серьезность, отсутствие жонглерства и цирковых номеров… Это музыка морально чистая и художественная, в противовес гнилой музыке Запада. Шестая симфония Мясковского — его лучшее произведение… Ненавязчивая трактовка Сараджева позволила проникнуть в самое художественное произведение, и от этого значительно возросло впечатление серьезности, вообще характерное для этого концерта»— Цитата по книге: К. С. Сараджев. М., 1962, с. 37—38.
После первого исполнения в США под управлением Леопольда Стоковского монументальность Шестой симфонии дала повод филадельфийской газете сравнить русского композитора с Малером: 

«Русское произведение оставило очень глубокое впечатление во многих из нас,  а некоторых утомило своей необычайной длиной… Только Малер среди современников сочинял в таких громадных масштабах. Революция — тема этого сочинения, могучая и страстная. Вы чувствуете, что эта сложная музыка не может быть укорочена ни на один такт — столь логично ее развитие, столь сильна его форма…»— Philadelphia Evening Public Leader, 1926, 27 ноября.
После лондонской премьеры под управлением Генри Вуда газета The Daily Telegraph сообщала:

«Шестая симфония Мясковского грандиозное произведение, обладающее многими прекрасными чертами. Больше того — это самое убедительное современное сочинение в классической симфонической форме из всех, которые здесь когда-либо игрались»— The Daily Telegraph, Лондон. 1927, 7 марта.
Оценка Б. В. Асафьева о Шестой симфонии Мясковского как об одной из выдающихся русских симфоний цитировалась В. А. Васиной-Гроссман и преобладала в советском музыковедении. Асафьев писал о преемственности, когда Мясковский своим монументальным сочинением «восстановил прерванный путь развития» от русского к советскому симфонизму. По воспоминаниям Шебалина, Сараджев сравнил значимость премьеры сочинения Мясковского в русской музыкальной жизни с исполнением Шестой симфонии Чайковского.
З. К. Гулинская согласилась с мнением Т. Н. Ливановой об этом произведении Мясковского: «Шестая симфония, одна из самых сильных русских симфоний вообще — произведение вдохновенное, созданное в предельном душевном напряжении, — полнее всего воплотила трагедийное начало в творчестве Мясковского». По мению А. А. Иконникова, начиная с Шестой симфонии Мясковского «открылась новая глава русской национальной музыки, именуемая советским симфонизмом». Иконников и Гулинская сходились во мнении о том, что по воплощению трагизма событий Шестая симфония Мясковского сравнима с «Борисом Годуновым» и «Хованщиной» Мусоргского, с «Пиковой дамой» и Шестой симфонией Чайковского, как и с «Колоколами» Рахманинова, в которых вместе с «глубиной выражения трагической идеи» одновременно чувствуется и ощущается огромная, неиссякаемая сила жизни.
Помимо этого В. М. Келле цитировала оценку Ю. В. Келдыша, вынесенную, по её мнению, не столько по художественному, сколько по идеологическому критерию: «При всей своей силе и грандиозности это произведение насквозь проникнуто упадочно-мистическим миросозерцанием». Взгляды музыковедов различались относительно степени объективности отражения революционных событий. Иконников полагал, что симфонии Мясковского, как и его Шестая, отразили существенные черты умонастроений русской общественности XX века. Ливанова считала, что темой Шестой симфонии было не раскрытие революции, «а то переживание, то восприятие, та эмоциональная концепция революции, какая была характерна для психики значительных слоев русской интеллигенции тех лет», и главным недостатком сочинения считала жертвенное понимание революции. В 1953 году музыковед писала, что «шестая симфония Мясковского правдиво и с большей своеобразной силой раскрывает переживания значительных слоев русской интеллигенции, ещё не сумевших понять великую истинную сущность Октября, но уже стихийно почувствовавших силу и необходимость Великой революции».
Согласно А. К. Санько, Е. К. Голубев по отражению апокрифического катарсиса поместил Шестую симфонию Мясковского в один ряд с «Лоэнгрином», «Парсифалем» и «Гибелью богов» Вагнера.

## Исполнения
- 1924 — 4 мая первое исполнение Шестой симфонии состоялось в Москве в Большом театре оркестром Большого театра под управлением Н. С. Голованова[44]. Симфония имела такой успех, что о ней заговорили как о первой симфонии после Чайковского, достойной носить название Шестой. Четверть часа Мясковского вызывали овацией[26]. Автор писал С. С. Прокофьеву: «Большое спасибо за все сведения и за пропаганду моей жалкой Музы. В последнем я окончательно убедился после исполнения 6-й монструозы. В концерте она произвела «потрясающее» впечатление как на музыкантов, так и на «просто» публику, индивидуумы с расшатанной нервной системой проливали слёзы»[45].
- 1926
  - 24 января первое исполнение за рубежом — в Праге под управлением К. С. Сараджева[46].
  - 1 марта в Вене под управлением К. С. Сараджева[47].
  - 10 ноября в Ленинграде под управлением К. С. Сараджева[48].
  - в ноябре впервые в США в Филадельфии Филадельфийский оркестр под управлением Леопольд Стоковского[49].
  - 30 ноября в Нью-Йорке Филадельфийский оркестр под управлением Артура Родзинского — с этого выступления, когда дирижёр заменил заболевшего Стоковского, началась американская карьера Родзинского[50].
- 1927
  - в январе первое исполнение в Чикаго Чикагским симфоническим оркестром под управлением Фредерика Стока[51]. Согласно воспоминаниям Г. М. Шнеерсона, Фредерик Сток стал поклонником творчества композитора, до 1941 года  Шестая симфония Н. Я. Мясковского была исполнена в Чикаго одиннадцать раз под его управлением[52]. По данным А. А. Иконникова, на протяжении более десяти лет Сток открывал концертный сезон в Чикаго Шестой симфонией Мясковского.
  - 16 февраля в Вене под управлением А. Райхвайна[32].
  - в марте в Лондоне под управлением Генри Вуда[32].
- 1930 — 30 января в Лос-Анджелесе под управлением Артура Родзинского.
- 2010 — 28 апреля в Лондоне сочинение исполнили Лондонский филармонический хор и оркестр под управлением Владимира Юровского, когда Шестая симфония прозвучала в британской столице во второй раз после премьеры Генри Вуда[53].

## Дискография
- 1959 — ГСО СССР и Государственная республиканская хоровая капелла под управлением Кирилла Кондрашина, Международная книга, «Мелодия» Д 05472-5[54]; CD «Русский диск» RDCD 15 008
- 1978 — Академический симфонический оркестр Московской филармонии и Государственный академический русский хор под управлением Кирилла Кондрашина, «Мелодия» MEL CD 10 00841 (2005), продолжительность 57:42[7]
- 1991 — Симфонический оркестр Словацкого радио и хор национальной Словацкой оперы под управлением Роберта Станковского (Robert Stankovsky), Marco Polo 8.223301 (1992), продолжительность 63:28[55]
- 1992 — Симфонический оркестр России и Московский камерный хор «Анима» (руководитель Андрей Драгунский) под управлением Вероники Дударовой, Olympia OCD 510[56]
- 1991—1993 — Государственный академический симфонический оркестр России под управлением Е. Ф. Светланова, в этой записи из Большого зала Московской консерватории хор в финале симфонии не задействован; выпуски:
  - «Русский диск» RDCD 00664 (2001)[57]
  - Olympia — Myaskovsky Complete Symphonic Works Vol.  6 OCD 736
  - Warner Classic 2564 69689-8 (2007)[58]
- 1994 — Государственная академическая симфоническая капелла России под управлением Валерия Полянского
- 2002 — Гётеборгский симфонический оркестр и Гётеборгский симфонический хор под управлением Неэме Ярви, Deutsche Grammophon DG 471 655-2, продолжительность 64:30[59]
- 2006 — Уральский академический филармонический оркестр и Екатеринбургский муниципальный хор «Доместик» под управлением Дмитрия Лисса, Warner 63431-2